# 1987–1988-as magyar labdarúgókupa
Az 1987–1988-as magyar labdarúgókupa küzdelmeit a Békéscsabai Előre Spartacus nyerte.

## Első forduló
| 1. csapat                               | Eredmény      | 2. csapat                    |
| --------------------------------------- | ------------- | ---------------------------- |
| 1987. augusztus 19.                     |               |                              |
| Győr I. ker FC                          | 2 – 2 te.:4:5 | Celldömölk                   |
| Soproni Vasas                           | 0 – 3         | Sárvári Kinizsi              |
| Csornai SE                              | 2 – 1         | Sabaria SE                   |
| Hegyeshalmi SE                          | 2 – 3         | Répcelak                     |
| Győri Elektromos                        | 1 – 3         | Ajka Hungalu                 |
| Közlekedési és Távközlési Főiskola Győr | jn.           | Oroszlányi Bányász           |
| Uraiujfalu                              | 1 – 2         | MOTIM TE                     |
| Egyházasdaróc                           | 0 – 3         | Soproni SE                   |
| Körmendi Dózsa                          | 1 – 4         | Győri Dózsa                  |
| Farkasfa                                | 3 – 3 te.:2:4 | Győr-Ménfőcsanak             |
| Zala Volán MTE                          | 1 – 0         | Marcali VSE                  |
| Barcsi SC                               | 1 – 3         | Nagykanizsai Olajbányász     |
| Nagyatád                                | 4 – 4 te.     | MÁV Nagykanizsa TE           |
| Latinca SE                              | 0 – 5         | Mohácsi TSZ SE               |
| Balatonföldvári KSE                     | 0 – 2         | Pápai SE                     |
| Balatonlellei SE                        | 4 – 1         | Bólyi MEDOSZ                 |
| Csokonyavisonta                         | 0 – 6         | Komlói Bányász               |
| Kaposvári Építők                        | 7 – 2         | Siklósi Tenkes SE            |
| Táskai TSZ SK                           | 1 – 4         | Mázaszászvár                 |
| Balatonfüredi SE                        | 3 – 0         | Székesfehérvári MÁV Előre    |
| Szigetvár                               | 0 – 5         | Szekszárdi Dózsa             |
| Villány                                 | 1 – 3         | Dunaújvárosi Kohász          |
| H. Steinmetz SE                         | 2 – 4         | Baja                         |
| Komlói Carbon SE                        | 1 – 2         | Dombovári VSE                |
| Bicsérdi Aranymező TSZ SE               | 0 – 4         | Miskei TSZ SK                |
| Mányi TK                                | 1 – 11        | Esztergomi NIM Vasas         |
| Móri SE                                 | 4 – 2         | BKV Előre                    |
| Lovasberényi TSZ SK                     | 0 – 10        | Budafoki MTE                 |
| Dunaújvárosi Volán                      | 2 – 0         | Pénzügyőr                    |
| Sárbogárdi Videoton                     | 1 – 5         | H. Táncsics SE               |
| Székesfehérvári Ikarus                  | 2 – 2 te.     | NIKE Füzfői AK               |
| Szekszárdi TÁÉV SE                      | 2 – 4         | Kalocsai SE                  |
| Szécsényi VSE                           | 1 – 3         | Bp. Volán SC                 |
| Jobbágyi Szőnyi SE                      | 0 – 10        | Szolnoki MÁV MTE             |
| Mátranováki Vasas                       | 1 – 5         | BVSC                         |
| Lajosmizsei KSE                         | 0 – 7         | Szeged SC                    |
| Mélykúti SK                             | 2 – 2 te.     | Csongrádi Építők             |
| Apátfalvai KSK                          | 2 – 3         | Orosházi MTK                 |
| Szegedi VSE                             | 1 – 3         | Szarvasi Vasas               |
| Bugyi Tessedik TSZ SE                   | 4 – 6         | Csepel SC                    |
| Bagi SE                                 | 3 – 4         | Kecskeméti SC                |
| Kakucsi SK                              | 1 – 2         | Balassagyarmat               |
| Nagykáta                                | 0 – 4         | Jászberényi Lehel            |
| Nagykőrösi Kinizsi                      | 3 – 1         | Romhányi Kerámia             |
| H. Esze Tamás SE                        | 2 – 3         | Salgótarjáni Síküveggyár     |
| Budakeszi                               | 1 – 4         | Építők SC                    |
| Pándi KSK                               | 0 – 4         | Kecskeméti TE                |
| Rákóczifalvai Volán                     | 2 – 3         | Ráczkevei Aranykalász TSZ SE |
| H. Gáspár SE                            | 0 – 6         | Kartali MEDOSZ               |
| Medgyesegyházi MSC                      | 1 – 5         | Szentesi Vízmű               |
| Kétegyházai Szakmunkás SE               | 0 – 1         | Körösszegapáti               |
| Borsodi Építők Volán                    | 0 – 2         | Püspökladány                 |
| Gönczi VM SK                            | 2 – 3 hu.     | Nyíregyházi VSSC             |
| Szuhavölgyi Bányász                     | 0 – 3         | Salgótarjáni BTC             |
| Felsőzsolca                             | 1 – 4         | Bélapátfalvai Építők         |
| Borsodivánkai Tiszamenti SE             | 0 – 1         | Gyöngyös                     |
| Putnoki Bányász                         | 1 – 0         | Eger                         |
| Mátészalka                              | 2 – 9         | Diósgyőri VTK                |
| Leveleki Dózsa TSZ SE                   | 3 – 5         | Klefin SC                    |
| Vajai Rákóczi TSZ SE                    | 0 – 3         | Borsodi Bányász              |
| Demecseri KSE                           | 0 – 9         | Rakamazi Spartacus           |
| Tiszabereki TSZ SE                      | 0 – 2         | Hajduböszörmény              |
| Hadház-Téglási SE                       | 2 – 1         | Mezőkovácsházi TSZ           |
| Nagyecsedi Rákóczi TSZ                  | 0 – 1         | Kazincbarcika                |

## Második forduló
| 1. csapat               | Eredmény      | 2. csapat                |
| ----------------------- | ------------- | ------------------------ |
| 1987. szeptember 2.     |               |                          |
| Csornai SE              | 3 – 5         | Sárvári Kinizsi          |
| Celldömölki VM SE       | 2 – 0         | Soproni SE               |
| Zala Volán MTE          | 0 – 1         | Répcelaki Bányász        |
| Motim TE                | 3 – 2         | Ajka Hungalu             |
| Győr-Ménfőcsanak KSK    | 2 – 4         | Oroszlányi Bányász       |
| Győri Dózsa             | 3 – 1         | Nagykanizsai Olajbányász |
| Nagyatádi VSE           | 1 – 0         | Mohácsi Tsz SE           |
| Mázaszászvár            | 1 – 4         | Komlói Bányász           |
| Boglárlellei SK         | 2 – 2 te.:5:4 | H. Táncsics SE           |
| Dombóvári VM SE         | 2 – 0         | Szekszárdi Dózsa         |
| Kaposvári Építők        | 0 – 6         | Bajai SK                 |
| Kalocsa                 | 1 – 2         | Dunaújvárosi Kohász      |
| Móri SE                 | 2 – 1         | Pápai SE                 |
| Esztergomi NIM Vasas    | 1 – 2         | Bp. Volán SC             |
| Hadháztéglás SE         | 0 – 0 te.:2:3 | Rakamazi Spartacus       |
| Püspökladányi MÁV       | 3 – 3 te.:8:9 | Nyíregyházi VSSC         |
| Putnoki Bányász         | 0 – 1         | Hajduböszörmény          |
| Borsodi Bányász         | 1 – 0         | Salgótarjáni BTC         |
| Olefin SC               | 4 – 1         | Bélapátfalvai Építők     |
| Gyöngyösi SE            | 0 – 2         | Kazincbarcikai Vegyész   |
| Kőrösszegapáti          | 1 – 2         | Kecskeméti TE            |
| Orosházi MTK            | 2 – 1         | Szeged SC                |
| Szentesi Vízmű          | 3 – 0         | Szarvasi Vasas           |
| Jászberényi Lehel       | 1 – 0 hu.     | Diósgyőri VTK            |
| Balatonfüredi SE        | 4 – 2         | BVSC                     |
| Építők SC               | 2 – 1         | Kartali Medosz           |
| Dunaújvárosi Volán      | 1 – 2         | Miskei TSZ SK            |
| Balassagyarmati HVSE    | 0 – 3 hu.     | Csepel SC                |
| Mélykúti SK             | 2 – 3         | Kecskeméti SC            |
| Nagykőrösi Kinizsi      | 2 – 3         | Salgótarjáni Síküveggyár |
| NIKE Fűzfői AK          | 1 – 1 te.     | Budafoki MTE             |
| Ráckevei Aranykalász SE | 1 – 2         | Szolnoki MÁV MTE         |

## Harmadik forduló
| 1. csapat                | Eredmény      | 2. csapat              |
| ------------------------ | ------------- | ---------------------- |
| 1987. szeptember 9.      |               |                        |
| Sárvári Kinizsi          | 2 – 3 hu.     | Celldömölki VSE        |
| Répcelaki Bányász        | 2 – 1         | MOTIM TE               |
| Győri Dózsa              | 2 – 3         | Oroszlányi Bányász     |
| Nagyatádi VSE            | 0 – 4         | Komlói Bányász         |
| Boglárlellei SK          | 1 – 1 te.:4:2 | Dombovári VMSE         |
| Bajai SK                 | 2 – 1         | Dunaújvárosi Kohász    |
| Móri SE                  | 0 – 3         | Bp. Volán              |
| Rakamazi Spartacus       | 2 – 4 hu.     | Nyíregyházi VSSC       |
| Hajduböszörmény          | 2 – 0         | Borsodi Bányász        |
| Olefin SC                | 1 – 2         | Kazincbarcikai Vegyész |
| Kecskeméti TE            | 4 – 0         | Orosházi MTK           |
| Szentesi Vízmű           | 2 – 1 hu.     | Jászberényi Lehel      |
| Balatonfüredi SE         | 1 – 2 hu.     | Építők SC              |
| Miskei TSZ SK            | 1 – 4         | Csepel SC              |
| Salgótarjáni Síküveggyár | 4 – 3         | Kecskeméti SC          |
| Budafoki MTE             | 1 – 3         | Szolnoki MÁV MTE       |

## Negyedik forduló
Az NB I-es csapatok ebben a fordulóban kapcsolódtak be.
| 1. csapat                | Eredmény      | 2. csapat                   |
| ------------------------ | ------------- | --------------------------- |
| 1988. február 27.        |               |                             |
| Hajduböszörményi Bocskai | 0 – 5         | Vasas                       |
| Oroszlány                | 0 – 0 te.:3:4 | Váci Izzó                   |
| Szolnoki MÁV MTE         | 1 – 1 te.:5:3 | Pécsi MSC                   |
| Csepel SC                | 2 – 4 hu.     | Bp. Honvéd                  |
| Celldömölk               | 1 – 2         | Debreceni MVSC              |
| 1988. február 28.        |               |                             |
| Salgótarjáni Síküveggyár | 0 – 3         | Siófoki Bányász             |
| Nyíregyházi VSSC         | 3 – 4         | Rába ETO                    |
| Répcelak                 | 2 – 3         | Haladás VSE                 |
| Kazincbarcika            | 0 – 1         | Újpesti Dózsa               |
| Komlói Bányász           | 1 – 2         | Zalaegerszegi TE            |
| Boglárlelle              | 1 – 1 te.:1:3 | Videoton                    |
| Építők SC                | 2 – 1         | Tatabányai Bányász          |
| Szentesi Vízmű           | 0 – 1         | Ferencvárosi TC             |
| Volán SC                 | 1 – 0         | Kaposvár Rákóczi            |
| Bajai SK                 | 1 – 0         | MTK-VM                      |
| Kecskeméti TE            | 2 – 3         | Békéscsabai Előre Spartacus |

### Nyolcaddöntők
| 1. csapat                   | Eredmény | 2. csapat        |
| --------------------------- | -------- | ---------------- |
| 1988. március 2.            |          |                  |
| Bp. Volán                   | 2 – 1    | Ferencvárosi TC  |
| Siófoki Bányász             | 0 – 1    | Rába ETO         |
| Vasas                       | 1 – 0    | Váci Izzó        |
| Haladás VSE                 | 3 – 1    | Újpesti Dózsa    |
| Bajai SK                    | 0 – 4    | Bp. Honvéd       |
| Zalaegerszegi TE            | 0 – 2    | Vidoton          |
| Békéscsabai Előre Spartacus | 4 – 1    | Debreceni MVSC   |
| Építők SC                   | 1 – 2    | Szolnoki MÁV MTE |

## Negyeddöntő
| 1. csapat                       | Össz. | 2. csapat    | 1. mérk. | 2. mérk.   |
| ------------------------------- | ----- | ------------ | -------- | ---------- |
| 1988. március 9. és március 23. |       |              |          |            |
| Békéscsabai Előre Spartacus     | 3–2   | Bp. Volán SC | 2–0      | 1–2 (h.u.) |
| Videoton                        | 2–4   | Rába ETO     | 1–1      | 1–3        |
| Szolnoki MÁV MTE                | 2–1   | Haladás VSE  | 1–1      | 1–0        |
| Bp. Honvéd                      | 1–1   | Vasas SC     | 0–0      | 1–1        |

## Elődöntő
| 1. csapat                                   | Össz. | 2. csapat                   | 1. mérk. | 2. mérk. |
| ------------------------------------------- | ----- | --------------------------- | -------- | -------- |
| 1988. április 13., május 24, 25., június 10 |       |                             |          |          |
| Szolnoki MÁV MTE                            | 1–4   | Békéscsabai Előre Spartacus | 1–2      | 1–2      |
| Bp. Honvéd                                  | 3–1   | Rába ETO                    | 2–1      | 1–0      |

A Bp. Honvéd-Rába ETO mérkőzést eredetileg április 13-án rendezték meg, de a pályán álló víz miatt 15 perc játék után a játékvezető lefújta a mérkőzést.

## Döntő
| 1988. június 13. 17:30 |

| Békéscsabai Előre Spartacus           | 3–2   | Bp. Honvéd                               |
| ------------------------------------- | ----- | ---------------------------------------- |
| Csernus 60' Gruborovics 69' Csató 80' | (0–1) | Gulyás 8' (öngól) Gyimesi 74' (11-esből) |

| Tiszaligeti stadion, Szolnok Nézőszám: 7000 Játékvezető: Plasek Gábor (Magyar) Asszisztensek: Nagy I, Puhl Sándor |

| BÉKÉSCSABA | BP. HONVÉD |

| KA          | 1  | Gulyás István     |     |     |
| V           | 2  | Szenti Zoltán     |     |     |
| V           |    | Ottlakán Mihály   | 42' |     |
| V           |    | Bánfi János       |     | 46' |
| V           |    | Fabulya György    | 65' |     |
| KP          |    | Mracskó Mihály    |     |     |
| KP          |    | Kanál Zoltán      |     |     |
| KP          | 8  | Csató Sándor      |     |     |
| KP          | 5  | Gruborovics Tibor |     |     |
| KP          |    | Csanálosi Miklós  |     |     |
| CS          |    | Szekeres József   |     | 85' |
| Cserék:     |    |                   |     |     |
| CS          | 14 | Csernus István    |     | 46' |
|             |    | Horváth László    |     | 85' |
| Vezetőedző: |    |                   |     |     |
| Csank János |    |                   |     |     |

| KA               | 1  | Disztl Péter   |     |     |
| V                | 2  | Sallai Sándor  |     |     |
| V                |    | Disztl László  | 10' |     |
| V                |    | Csuhay József  |     |     |
| V                |    | Cseh András    |     |     |
| KP               | 7  | Sikesdi Gábor  |     | 83' |
| KP               |    | Fitos József   | 87′ |     |
| KP               |    | Gyimesi László |     |     |
| KP               |    | Sass János     | 15' | 55' |
| CS               | 10 | Fodor Imre     |     |     |
| CS               | 6  | Kovács Kálmán  |     |     |
| Cserék:          |    |                |     |     |
| KP               |    | Romanek János  |     | 55' |
| CS               |    | Lippai Sándor  |     | 83' |
| Vezetőedző:      |    |                |     |     |
| Bicskei Bertalan |    |                |     |     |

A Békéscsaba MNK-ban szerepelt játékosai: Gulyás István 6 mérkőzés, Baji Tamás 1 – Adorján Árpád 6, Árky Lajos 2, Bánfi János 2, Belvon Attila 2, Csanálosi Miklós 6, Csató Sándor 7, Csernus István 4, Fabulya György 6, Fodor András 4, Gruborovics Tibor 7, Horváth László 4, Kanál Zoltán 2, Kerepeczky György 5, Kurucz Ádám 4, Mracskó Mihály 4, Ottlakán Mihály 6, Szekeres József 7, Szenti Zoltán 4, Vígh Tibor 2